# Федеральный закон № 376-ФЗ 2013 года
Федеральный закон от 21 декабря 2013 года № 376-ФЗ «О внесении изменений в отдельные законодательные акты Российской Федерации» (ранее Законопроект № 200753-6) — Федеральный закон Российской Федерации, устанавливающий уголовное наказание за фиктивную регистрацию и ужесточающий наказание за проживание без неё. Противники закона утверждают, что он возвращает систему прописки, существовавшую в СССР.

## Затронутые законы
Закон внес изменения в следующие законы Российской Федерации:
- Закон РФ от 25 июня 1993 года № 5242-I
- Уголовный кодекс Российской Федерации
- Уголовно-процессуальный кодекс Российской Федерации
- Кодекс Российской Федерации об административных правонарушениях
- Федеральный закон № 109-ФЗ 2006 года

## Содержание закона

### Поправки в уголовный кодекс
Уголовный кодекс дополняется статьей 322.2 (фиктивная регистрация гражданина Российской Федерации по месту пребывания или по месту жительства в жилом помещении в Российской Федерации и фиктивная регистрация иностранного гражданина или лица без гражданства по месту жительства в жилом помещении в Российской Федерации), предполагающей наказание за фиктивную регистрацию в виде штрафа в размере от ста тысяч до пятисот тысяч рублей или в размере заработной платы или иного дохода осужденного за период до трех лет, либо принудительными работами на срок до трех лет с лишением права занимать определенные должности или заниматься определенной деятельностью на срок до трех лет или без такового, либо лишением свободы на срок до трех лет с лишением права занимать определенные должности или заниматься определенной деятельностью на срок до трех лет или без такового.

### Поправки в уголовно-процессуальный кодекс
Внесенные в уголовный кодекс статьи 322.2 и 322.3 включаются в список статей, по которым производится дознание.

### Поправки в кодекс об административных правонарушениях
Увеличивается штраф за проживание по месту пребывания или по месту жительства без паспорта или с недействительным паспортом до размера от двух до трёх тысяч рублей, то же деяние, совершенное в Москве или Санкт-Петербурге — до размера от трёх до пяти тысяч рублей.
Внесена статья 19.15.1 (проживание гражданина Российской Федерации по месту пребывания или по месту жительства в жилом помещении без регистрации), вводящая наказание за проживание без регистрации или допущение такого проживания собственником в виде штрафа на граждан в размере от двух до трёх тысяч рублей, на собственников (физических лиц) — от двух до пяти тысяч рублей, на юридических лиц — от двухсот пятидесяти до семисот пятидесяти тысяч рублей, то же деяние, совершенное в Москве или Санкт-Петербурге влечет за собой наказание в виде штрафа на граждан от трёх до пяти тысяч рублей, на собственников (физических лиц) — от пяти тысяч до семи тысяч рублей, на юридических лиц — от трехсот до восьмисот тысяч рублей.
Внесена статья 19.15.2 (нарушение правил регистрации гражданина Российской Федерации по месту пребывания или по месту жительства в жилом помещении), вводящая наказание за нарушение правил регистрации в виде штрафа на граждан от двух до трёх тысяч рублей, на собственников (физических лиц) — от двух до пяти тысяч рублей, на должностных лиц — от двадцати пяти до пятидесяти тысяч рублей, на юридических лиц — от двухсот пятидесяти до семисот пятидесяти тысяч рублей, то же деяние, совершенное в Москве или Санкт-Петербурге влечет за собой штраф на граждан в размере от трех до пяти тысяч рублей, на собственников (физических лиц) — от пяти до семи тысяч рублей, на должностных лиц — от тридцати до пятидесяти тысяч рублей, на юридических лиц — от трёхсот до восьмисот тысяч рублей, за нарушение сроков уведомления органа регистрационного учета, а равно и за предоставление в органы регистрационного учета заведомо недостоверных сведений влечет за собой наложение административного штрафа на граждан в размере от двух до трёх тысяч рублей, на юридических лиц — от четырёх до семи тысяч рублей, то же деяние, совершенное в Москве или Санкт-Петербурге влечет за собой наложение штрафа на граждан в размере от трёх до пяти тысяч рублей, на юридических лиц — от семи до десяти тысяч рублей, нарушение должностными лицами, ответственными за регистрацию, сроков предоставления в орган регистрационного учета, а равно предоставление заведомо ложных сведений влечет за собой наложение штрафа в размере от трёх до пяти тысяч рублей.
От наказания освобождаются:
- супруги, дети (в том числе усыновленные), супруги детей, родители (в том числе приемные), супруги родителей, бабушки, дедушки, внуки нанимателей (собственников) жилого помещения, имеющих регистрацию по месту жительства в данном жилом помещении;
- имеющие регистрацию в другом жилом помещении того же субъекта Российской Федерации;
- жители Московской области, если они зарегистрированы по месту жительства в Москве и наоборот, и жители Ленинградской области, если они зарегистрированы по месту жительства в Санкт-Петербурге и наоборот.

## История
9 января 2013 года законопроект был внесен в Государственную думу Владимиром Путиным. О желании ужесточить наказание за нарушение правил регистрации вплоть до уголовного Путин заявлял ещё в 2010 году на заседании Государственного совета Российской Федерации и президентской комиссии по реализации приоритетных национальных проектов и демографической политике, а также упоминал об этом в предвыборной статье «Россия: национальный вопрос».

## Рассмотрение законопроекта
- 9 января 2013 года законопроект был внесен в Государственную думу Владимиром Путиным[4].
- 15 февраля 2013 года законопроект был принят в первом чтении. За принятие проголосовало 390 человек, против — 1, воздержалось — 1, не голосовало — 58[7].
- 11 декабря 2013 года законопроект был принят в втором чтении. За принятие проголосовало 334 человека, против — 0, воздержалось — 2, не голосовало — 114[8].
- 13 декабря 2013 года законопроект был принят в третьем чтении. За принятие проголосовало 376 человек, против — 1, воздержалось — 0, не голосовало — 73[9].
- 18 декабря 2013 года законопроект был одобрен Советом Федерации[10]. За принятие проголосовало 134 человека[1].
- 21 декабря 2013 года был подписан президентом Российской Федерации В. В. Путиным[10].

## Критика
Жанна Зайончковская, директор по науке Центра миграционных исследований, отметила:

Самое парадоксальное в проекте — не какие-то конкретные ужесточения, а то, что он направлен против своих. На граждан, переезжающих из района в район, из одного города в другой. При этом по закону о свободе передвижения 1993 года, одному из первых ельцинских миграционных законов, россияне имеют право передвигаться по своей стране свободно.

Совет при президенте Российской Федерации по развитию гражданского общества и правам человека подготовил экспертное заключение по законопроекту № 200753-6 и законопроекту № 494206-5, в котором заявил, что «рассматриваемые законопроекты подлежат кардинальной переработке».
Артём Лоскутов объявил о сборе подписей против законопроекта..